# Морфотропія
Морфотропія (англ. morphotropism, нім. Morphotropie f) — здатність мінералів змінювати тип кристалічної структури, яка зумовлена зміною хімічного складу.
Спостерігається при значній різниці хімічних властивостей, а також розмірів атомів чи йонів, що заміщуються (наприклад, у ряді хлоридів — перехід від структури типу NaCl до структури типу CsCl; серед карбонатів — коли магнезит, сидерит, кальцит, родохрозит мають структуру типу кальциту з координаційним числом 6 відносно кисню, а арагоніт, стронціаніт, барит мають структуру типу арагоніту з координаційним числом 9).